# Bellershausen

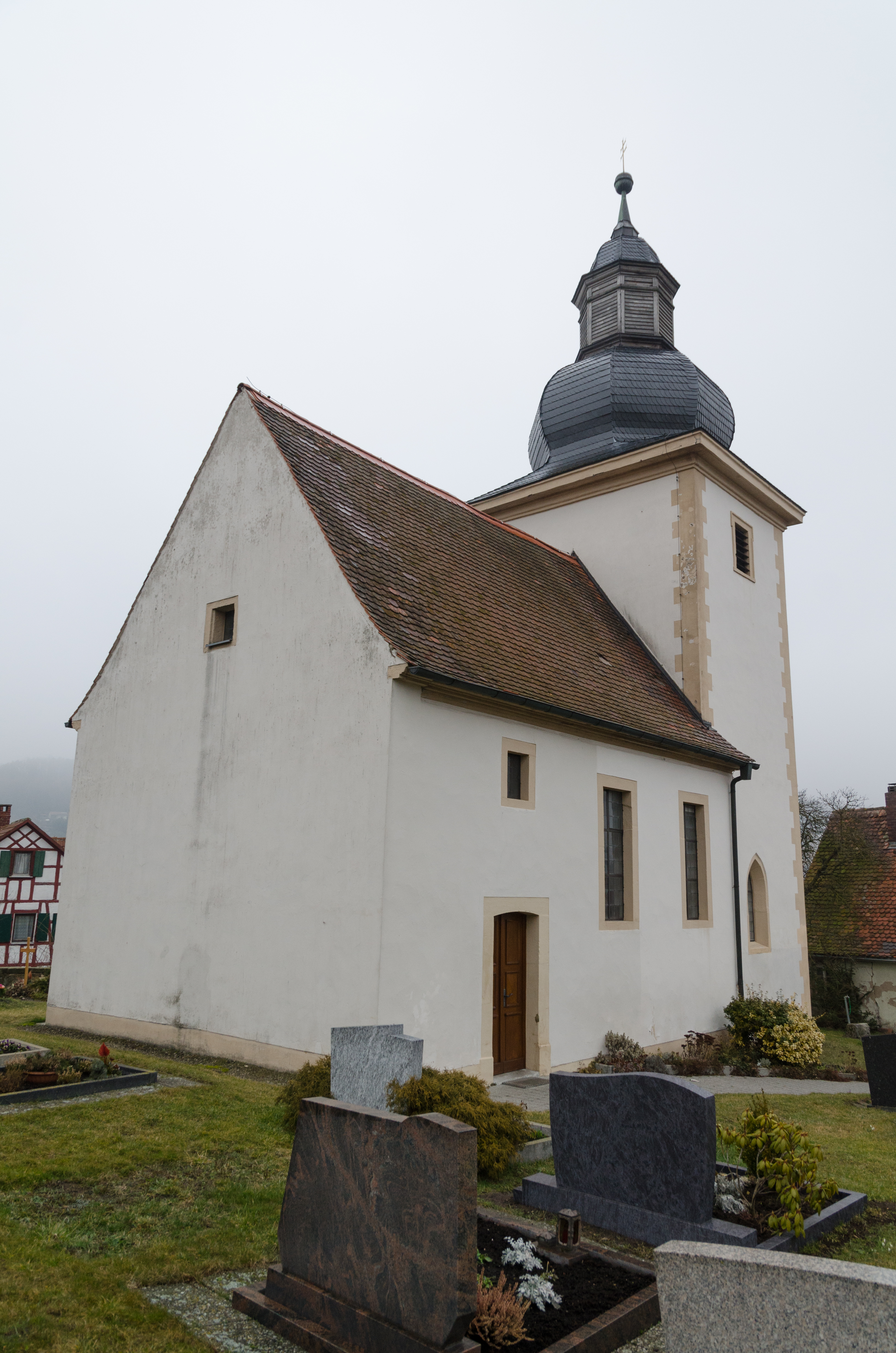
St. Laurentius in Bellershausen

Bellershausen ist ein Gemeindeteil der Gemeinde Diebach im Landkreis Ansbach (Mittelfranken, Bayern). Die Gemarkung Bellershausen hat eine Fläche von 4,340 km². Sie ist in 577 Flurstücke aufgeteilt, die eine durchschnittliche Fläche von 7521,72 m² haben. In ihr liegen neben dem namensgebenden Ort die Gemeindeteile Neumühle und Pfeffermühle.

## Geografie
Das Kirchdorf liegt am Wohnbach, einem rechten Zufluss der Tauber. Einen Kilometer südwestlich des Ortes liegt das Poppenfeld, 1 km südlich das Weißfeld und 1 km südöstlich das Seefeld. Im Norden befindet sich die Schillingsfürst-Wettringer Hardt, die Teil der Frankenhöhe ist. Dort gibt es eine ehemalige Tongrube, die als Geotop ausgezeichnet ist. Die Staatsstraße 2247 führt nach Diebach (2,7 km nordwestlich) bzw. nach Schillingsfürst (3 km südöstlich). Gemeindeverbindungsstraßen führen nach Unteroestheim (1,7 km südwestlich) und Wohnbach (1,6 km östlich).

## Geschichte
In vorreformatorischer Zeit lautete der Ortsname „Bedlinhusen“. Damals gab es bereits die Laurentiuskirche, ursprünglich eine Filiale von Frankenheim, heute zum katholischen Pfarramt Kreuzerhöhung in Schillingsfürst gehörend. 1799 hatte der Ort 42 Haushalte, die alle zum hohenlohischen Amt Schillingsfürst gehörten.
1806 kam Bellershausen an das Königreich Bayern. Mit dem Gemeindeedikt (frühes 19. Jahrhundert) wurde der Steuerdistrikt Bellershausen gebildet. Zu diesem gehörten Faulenberg, Neumühle, Neuweiler, Pfeffermühle und Wohnbach. Wenig später entstand die Ruralgemeinde Bellershausen, zu der die Neu- und Pfeffermühle gehörten. Sie war in Verwaltung und Gerichtsbarkeit dem Herrschaftsgericht Schillingsfürst zugeordnet (1840 in das Landgericht Schillingsfürst umgewandelt) und in der Finanzverwaltung dem Rentamt Colmberg. Ab 1824 gehörte Bellershausen zum Rentamt Rothenburg ob der Tauber (1919 in Finanzamt Rothenburg ob der Tauber umbenannt). Ab 1862 übernahm das neu gebildete Bezirksamt Rothenburg ob der Tauber die Verwaltung (1939 in Landkreis Rothenburg ob der Tauber umbenannt). In der Gerichtsbarkeit blieb das Landgericht Schillingsfürst zuständig (1879 in Amtsgericht Schillingsfürst umbenannt), von 1928 bis 1973 war es das Amtsgericht Rothenburg ob der Tauber. Die Gemeinde hatte 1964 eine Gebietsfläche von 4,369 km². Im Zuge der Gebietsreform in Bayern wurde diese am 1. Mai 1978 nach Diebach eingemeindet.

### Baudenkmäler
- Rothenburger Straße 8: katholische Kuratiekirche St. Laurentius, Chorturmkirche, Umfassungsmauer wohl hochmittelalterlich, 1683 neu geweiht; mit Ausstattung; Friedhof, im Kern wohl mittelalterliche Umfassungsmauer, Grabsteine.[12]
- Rothenburger Straße 14: eingeschossiges Wohnstallhaus mit Fachwerkgiebel, 17./18. Jahrhundert[12]

ehemaliges Baudenkmal
- Schillingsfürster Straße 12: Gasthof zum Stern, zweigeschossiger Krüppelwalmbau, verputzt mit Hausteingliederungen, 1851.

### Einwohnerentwicklung
Gemeinde Bellershausen
| Jahr      | 1818  | 1840   | 1852   | 1855   | 1861   | 1867   | 1871   | 1875   | 1880   | 1885   | 1890   | 1895   | 1900   | 1905   | 1910   | 1919   | 1925   | 1933   | 1939   | 1946   | 1950   | 1952   | 1961  | 1970   |
| Einwohner | 224   | 187    | 217    | 213    | 228    | 202    | 196    | 199    | 216    | 211    | 202    | 195    | 193    | 182    | 167    | 166    | 167    | 176    | 173    | 194    | 214    | 197    | 184   | 168    |
| Häuser    | 42    | 39     |        |        |        |        | 41     |        |        | 43     | 41     |        | 40     |        |        |        | 39     |        |        |        | 39     |        | 39    |        |
| Quelle    | [ 7 ] | [ 14 ] | [ 15 ] | [ 15 ] | [ 16 ] | [ 17 ] | [ 18 ] | [ 19 ] | [ 20 ] | [ 21 ] | [ 22 ] | [ 15 ] | [ 23 ] | [ 15 ] | [ 24 ] | [ 15 ] | [ 25 ] | [ 15 ] | [ 15 ] | [ 15 ] | [ 26 ] | [ 15 ] | [ 9 ] | [ 27 ] |

Ort Bellershausen
| Jahr      | 001818 | 001840 | 001861 | 001871 | 001885 | 001900 | 001925 | 001950 | 001961 | 001970 | 001987 |
| Einwohner | 209    | 166    | 211    | 183    | 199    | *193   | *167   | *214   | *184   | 164    | 140    |
| Häuser    | 39     | 36     |        |        | 39     | *40    | *39    | *39    | *39    |        | 49     |
| Quelle    | [ 7 ]  | [ 14 ] | [ 16 ] | [ 18 ] | [ 21 ] | [ 23 ] | [ 25 ] | [ 26 ] | [ 9 ]  | [ 27 ] | [ 1 ]  |

## Religion
Der Ort ist Sitz der Pfarrei St. Laurentius und römisch-katholisch geprägt. Die Protestanten sind nach St. Kilian (Schillingsfürst) gepfarrt.